# Saint-Sauveur-Camprieu
Saint-Sauveur-Camprieu – miejscowość i gmina we Francji, w regionie Oksytania, w departamencie Gard.
Według danych na rok 1990 gminę zamieszkiwało 198 osób, a gęstość zaludnienia wynosiła 6 osób/km² (wśród 1545 gmin Langwedocji-Roussillon Saint-Sauveur-Camprieu plasuje się na 711. miejscu pod względem liczby ludności, natomiast pod względem powierzchni na miejscu 150.).